# Геліосейсмологія

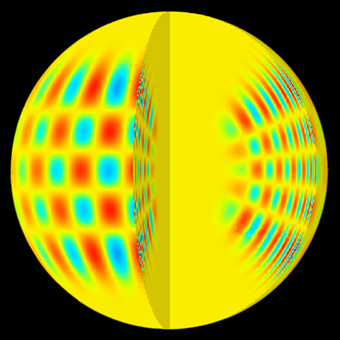
Комп'ютерна модель патернів поздовжніх акустичних хвиль Сонця.

Геліосейсмоло́гія — наука про розповсюдження коливань в надрах Сонця. Вивчає розповсюдження хвиль тиску в Сонці. На відміну від сейсмічних хвиль на Землі, сонячні хвилі не мають практично вертикальної компоненти (s-хвилі). Сонячні хвилі тиску утворюються в конвективній зоні, біля поверхні Сонця і їхні центральні частоти підсилюються за рахунок інтерференції. Турбулентні «дзвінки» Сонця нагадують справжній дзвінок. Акустичні хвилі передаються до зовнішньої фотосфери Сонця, де утворюється випромінювання світла. Акустичні коливання відкриті майже на всіх зображеннях Сонця, але найкраще спостерігаються, якщо використовувати доплерівський зсув фотосферних емісійних ліній. Зміна в розповсюджені хвиль тиску через внутрішню структуру Сонця дозволяє астрофізикам виявити залежність деталей профілів від внутрішньої будови Сонця. 
Геліосейсмологія дає можливість виключити проблему сонячного нейтрино з використанням нестандартної моделі внутрішньої будови Сонця. Можливості що розкриваються геліосейсмологією охоплюють вивчення зовнішньої конвективної зони і внутрішньої випромінювальної зони, які між собою обертаються з різними швидкостями, внаслідок чого виникає головне магнітне поле Сонця, дана конвективна зона має «реактивні потоки» плазми (джети), які простягаються на тисячі кілометрів від поверхні Сонця. Ці джети від широких фронтів на екваторі переходять в маленькі циклонні шторми на високих широтах.
Геліосейсмологія може також використовуватись для виявлення сонячних плям на дальній стороні Сонця по відношенню до Землі. Назва науки походить із подібної практики вивчення земних сейсмічних хвиль, що дає змогу вивчати внутрішню будову Землі, проте сейсмічності Сонця не зафіксовано. Вона може бути порівняна з астросейсмологією, яка розглядає розповсюдження звукових хвиль у зорях.  